# Sandviksåsen
Sandviksåsen är en rullstensås och ett naturreservat i Häggeby socken i Uppland som bildades 1995. Den 1,4 km långa åsen, som ligger upp till 50 meter över Mälaren, är en del av den 250 km långa Uppsalaåsen.
Eftersom skogen använts till bete för boskap har den endast lite undervegetation. En markerad stig går uppe på åsen och därefter tillbaka nere vid Mälaren där många omkullfallna gamla träd bidrar med föda åt fåglar, insekter, lavar, svampar och växter som behöver död ved.
Utmed åsens norra sluttning finns fornstrandlinjer som visar havsnivån under tiden från istidens slut fram till dess landhöjningen förvandlade Mälaren från en havsvik till en insjö. 
Uppe på åsens södra del finns rester efter en fornborg med beteckningen Häggeby 91:1 i fornminnesregistret. Fornborgen och en del av markskiktet skadades vid en planerad gallring av skogen i januari 2012, men skadorna har sedan dess åtgärdats.
Sandviksåsen upphör i söder vid ett tidigare grustag där rullstensåsens runda stenar exponeras och ger en torr och solbelyst miljö för några ovanliga växter.

I reservatet har det hittats 18 rödlistade arter, däribland mjölspindling, slöjröksvamp, toppjungfrulin, prakttagging, alm, backsippa, bombmurkla och punkterad backglimsäcksmal.

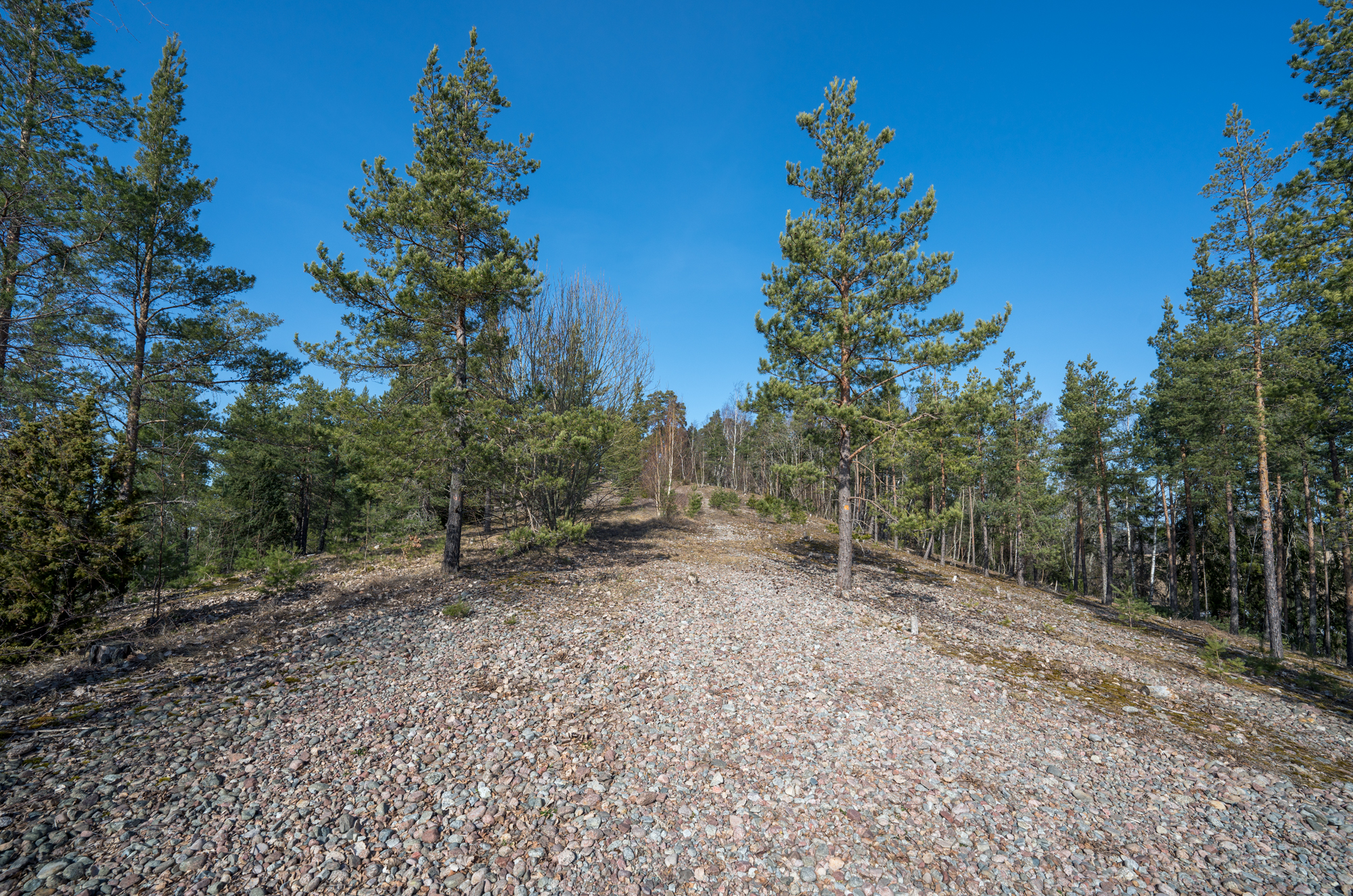
Rullstensåsens runda stenar.
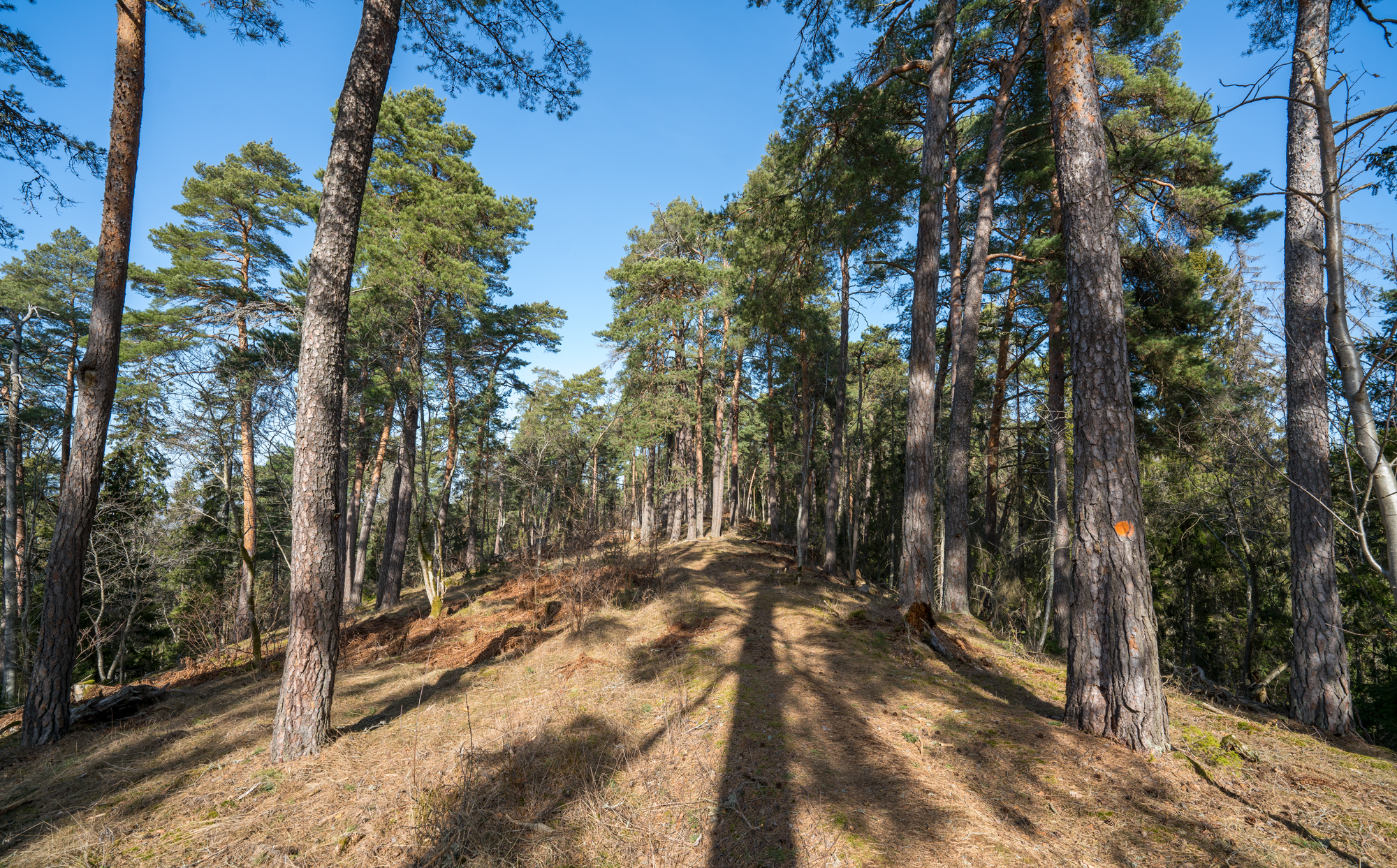
Den markerade stigen uppe på åsen.
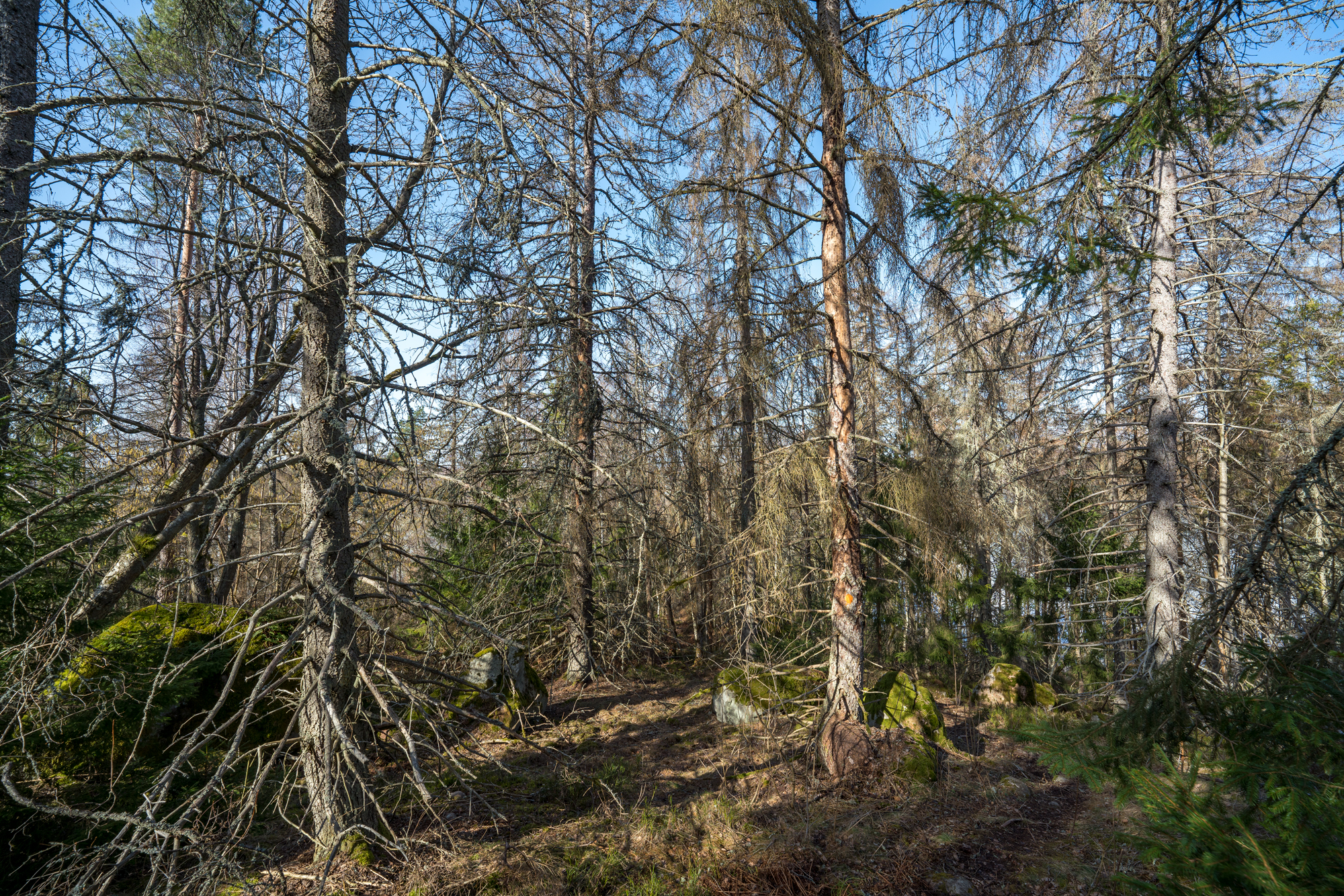
Granbarkborren drabbade granbeståndet hårt år 2018.

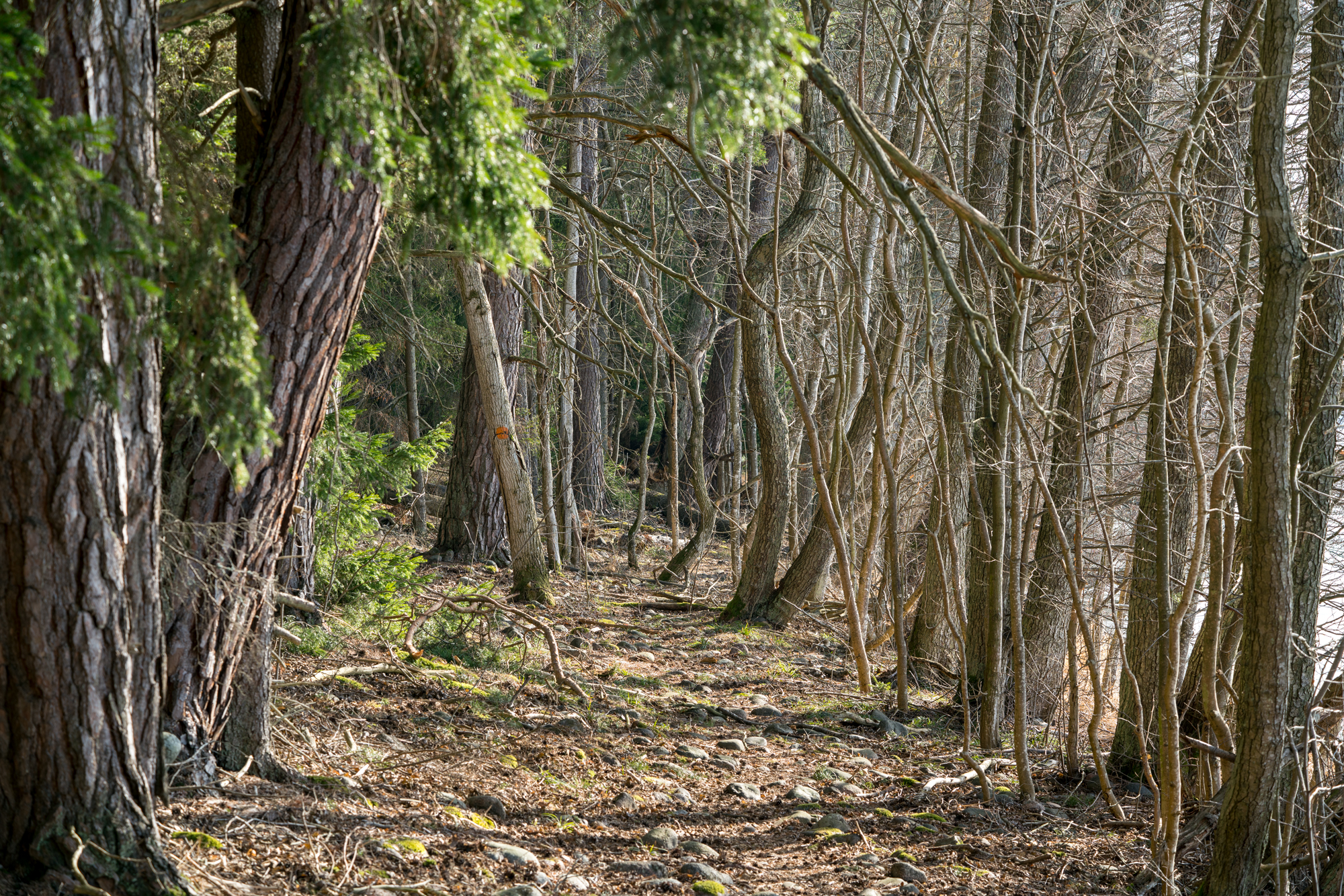
Den markerade stigen nere vid Mälaren.
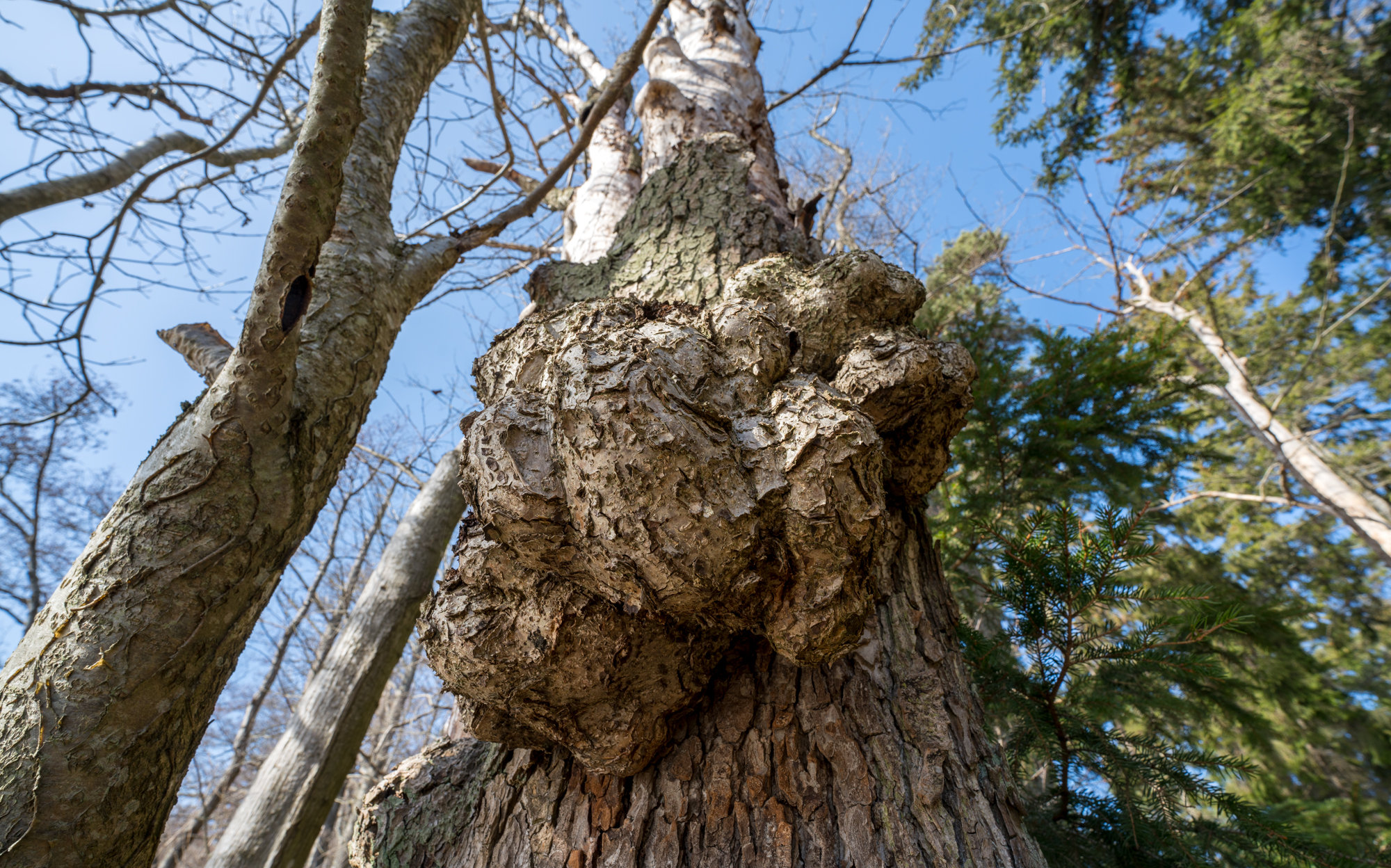
Vrilar är vanliga i reservatet.
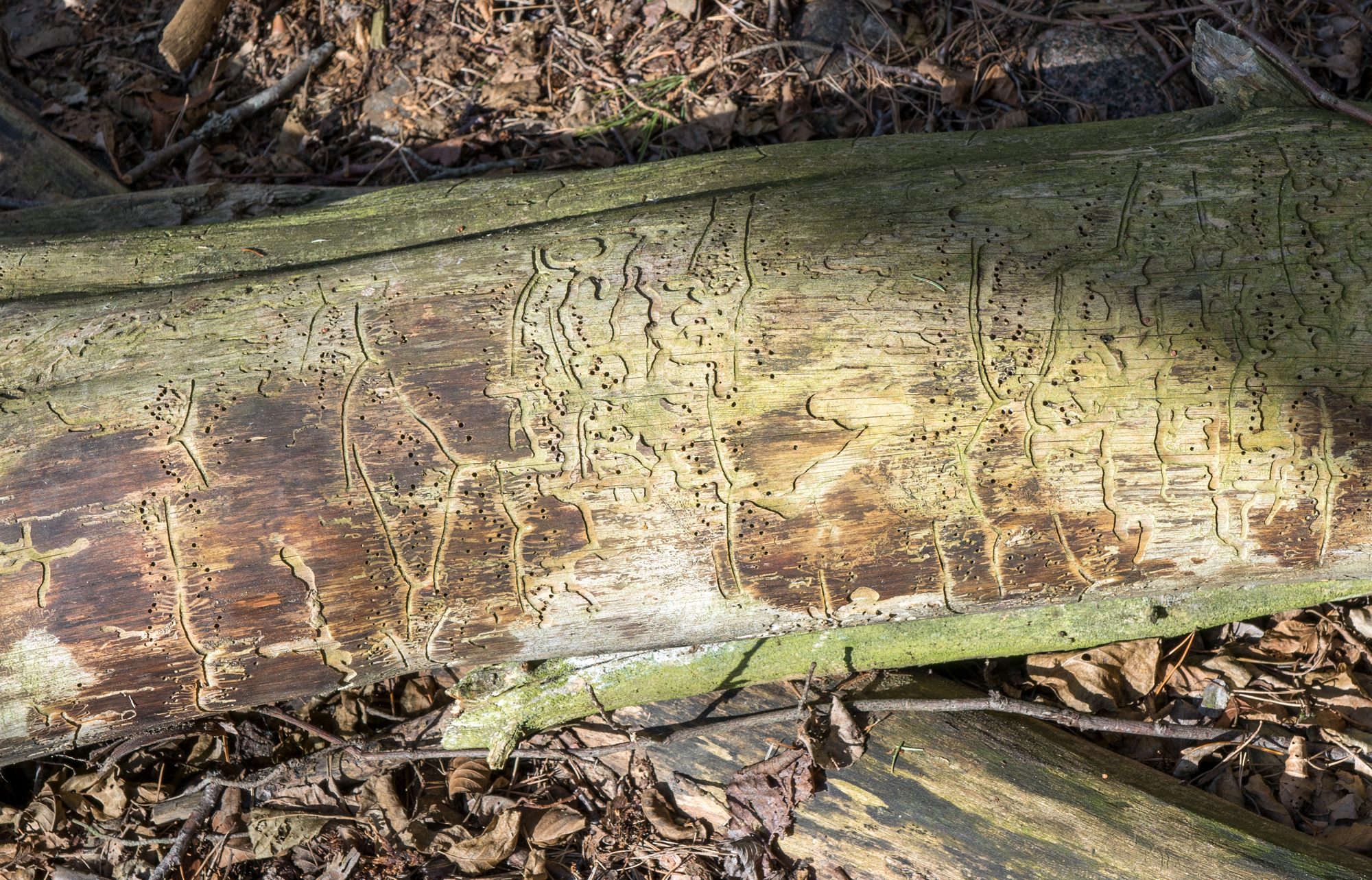
Många insekter är beroende av död ved, andra är upphov till den.